# Miss Supranational 2012
Miss Supranational 2012 – czwarta gala Miss Supranational, w której to miejsce organizacji wywołało wiele kontrowersji: konkurs ponownie miał zawitać do Płocka, następnie brano pod uwagę Opole i Toruń, później zdecydowano się na Sopot w nowo odświeżonym amfiteatrze Operze Leśnej, konkurs miał odbyć się 15 września, ostatecznie jednak gala zawitała do stolicy kraju Warszawy w Studio TV „Hala Mera”, w dniu 14 września 2012. W konkursie miała wziąć udział rekordowa liczba powyżej 95 uczestniczek z różnych krajów świata, ale ostatecznie skończyło się na 53 uczestniczek. Galę finałową poprowadzili: Kuba Klawiter i Marcin Kwaśny. Po rocznej przerwie Miss Supranational wróciło do telewizji TV4, ponieważ rok wcześniej galę tę transmitowała stacja Polsat. W części artystycznej wystąpili: Afromental, IRA oraz Chemia.
Nagrodą dla najpiękniejszej było 25 tysięcy dolarów. Konkurs wygrała Miss Białorusi – Ekaterina Buraya.

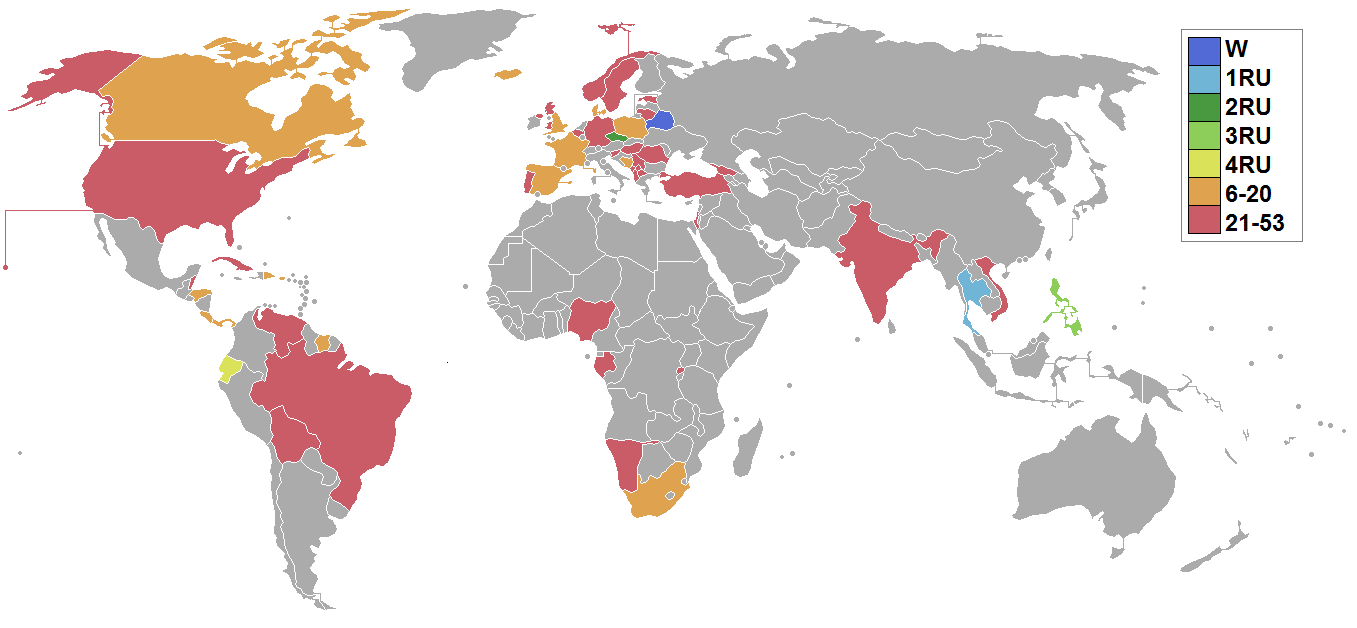
Państwa i terytoria zależne uczestniczące w Miss Supranational 2012

## Rezultat finałowy
| Rezultat                | Miss |
| ----------------------- | --- |
| Miss Supranational 2012 | - Białoruś – Ekaterina Buraya |
| 1. wicemiss             | - Tajlandia – Nanthawan Wannachutha |
| 2. wicemiss             | - Czechy – Michaela Dihlová |
| 3. wicemiss             | - Filipiny – Elaine Kay Moll |
| 4. wicemiss             | - Ekwador – Sulay Castillo |
| Top 20                  | - Anglia – Rachael Howard - Bośnia i Hercegowina – Ema Golijanin - Dania – Julia Prokopenko - Dominikana – Chantel Martínez - Francja – Solène Froment - Hiszpania – Nieves Sanchez - Honduras – Natalia Coto - Islandia – Sigrún Eva Ármannsdóttir - Kanada – Katie Starke - Kostaryka – Karina Ramos - Panama – Elissa Estrada - Polska – Agnieszka Karasiewicz - Portoryko – Gabriela Berríos - Surinam – Periskia Laing - Południowa Afryka – Michelle Giden-Huys |

## Kontynentalne Królowe Piękności
| Kontynent                     | Uczestniczka                              |
| ----------------------------- | ----------------------------------------- |
| Afryka                        | - Południowa Afryka – Michelle Giden-Huys |
| Ameryka Północna i Południowa | - Panama – Elissa Estrada                 |
| Azja i Oceania                | - Wietnam – Lại Hương Thảo                |
| Europa                        | - Dania – Julia Prokopenko                |

## Nagrody specjalne
| Nagroda                  | Zwyciężczyni                        |
| ------------------------ | ----------------------------------- |
| Miss Elegancji           | - Portugalia – Carmen Fernandes     |
| Miss Fotogeniczności     | - Czechy – Michaela Dihlová         |
| Miss Internetu           | - Tajlandia – Nanthawan Wannachutha |
| Miss Koleżeńskości       | - Namibia – Ester Shatipamba        |
| Miss Osobowości          | - Rwanda – Sabrina Simbi Kubwimana  |
| Miss Talentu             | - Dania – Julia Prokopenko          |
| Miss Top Model           | - Kanada – Katie Starke             |
| Miss St.George           | - Wietnam – Lại Hương Thảo          |
| Najlepsze Ciało          | - Ekwador – Sulay Castillo          |
| Najlepszy Strój Narodowy | - Kuba – Damaris Aguilar            |

## Jurorzy
- Angelika Ogryzek – Miss Polski 2011, Miss Polska Supranational 2013
- Weronika Marczuk – aktorka
- Carsten Mohr – szef WBA organizator główny
- Karina Pinilla Corro – Miss Supranational 2010
- Monika Lewczuk – Miss Supranational 2011
- Gerhard Parzutka von Lipiński – prezes zarządu Nowa Scena, prezydent wykonawczy konkursu Miss Supranational

## Lista uczestniczek
53 kandydatki konkursu piękności Miss Suprantional 2012
| Państwo              | Uczestniczka             | Wiek | Wzrost (cm) | Miejscowość     |
| -------------------- | ------------------------ | ---- | ----------- | --------------- |
| Albania              | Elidjona Rusi            | 17   | 173         | Tirana          |
| Anglia               | Rachael Howard           | 26   | 178         | Birmingham      |
| Belgia               | Emmily Polen             | 23   | 178         | Bruksela        |
| Belize               | Thessalonia Logan        | 19   | 165         | Belize City     |
| Białoruś             | Katsyariana Buraya       | 23   | 177         | Mińsk           |
| Boliwia              | Adriana Rivera           | 20   | 174         | Tarija          |
| Bośnia i Hercegowina | Ema Golijanin            | 20   | 177         | Sarajewo        |
| Brazylia             | Mariane Silvestre        | 20   | 176         | Araraquara      |
| Czarnogóra           | Kristina Grbovic         | 20   | 175         | Podgorica       |
| Czechy               | Michaela Dihlová         | 21   | 177         | Kozmice         |
| Dania                | Julia Prokopenko         | 19   | 169         | Kopenhaga       |
| Dominikana           | Chantel Martínez         | 18   | 178         | Nowy Jork       |
| Ekwador              | Sulay Castillo           | 21   | 178         | San Lorenzo     |
| Estonia              | Maarja Tõnisson          | 22   | 178         | Tallinn         |
| Filipiny             | Elaine Kay Moll          | 20   | 180         | Camarines Sur   |
| Francja              | Solene Froment           | 20   | 181         | Aix-en-Provence |
| Gabon                | Victorie Okayi           | 20   | 170         | Libreville      |
| Gruzja               | Sopia Venetikian         | 19   | 180         | Tbilisi         |
| Hiszpania            | Nieves Sanchez           | 21   | 172         | Barcelona       |
| Honduras             | Natalia Coto             | 24   | 174         | Tegucigalpa     |
| Indie                | Gunjan Saini             | 23   | 178         | Delhi           |
| Irlandia Północna    | Julie Montague           | 22   | 178         | Belfast         |
| Islandia             | Sigrún Eva Ármannsdóttir | 25   | 175         | Akranes         |
| Izrael               | Nela Goldberg            | 25   | 175         | Jerozolima      |
| Kanada               | Katie Starke             | 22   | 178         | Toronto         |
| Kosowo               | Arselajda Buraku         | 18   | 178         | Prisztina       |
| Kostaryka            | Kary Ramos               | 19   | 175         | San José        |
| Kuba                 | Damaris Aguilar          | 26   | 167         | Hawana          |
| Litwa                | Nora Sudaryte            | 21   | 174         | Wilno           |
| Macedonia Północna   | Milena Padovska          | 19   | 178         | Skopje          |
| Namibia              | Ester Shatipamba         | 24   | 165         | Windhuk         |
| Niemcy               | Stephanie Ziolko         | 21   | 178         | Monachium       |
| Nigeria              | Usuemhegbe Ugonoh        | 18   | 180         | Abudża          |
| Norwegia             | Marie Selvik             | 23   | 171         | Oslo            |
| Panama               | Elissa Estrada Cortez    | 21   | 175         | Arraiján        |
| Polska               | Agnieszka Karasiewicz    | 17   | 178         | Warszawa        |
| Portugalia           | Carmen Fernandes         | 25   | 178         | Lizbona         |
| Portoryko            | Gabriela Berríos         | 21   | 178         | Toa Alta        |
| Rumunia              | Madalina Horlescu        | 21   | 177         | Bukareszt       |
| Południowa Afryka    | Michelle Giden Huys      | 24   | 178         | Kapsztad        |
| Rwanda               | Sabrina Kubwimana        | 24   | 185         | Kigali          |
| Serbia               | Isidora Stancic          | 24   | 180         | Belgrad         |
| Słowenia             | Lea Kern                 | 19   | 170         | Lublana         |
| Stany Zjednoczone    | Yamile Mufdi             | 26   | 179         | Miami           |
| Surinam              | Periskia Laing           | 20   | 170         | Paramaribo      |
| Szkocja              | Sunita Pall              | 23   | 171         | Liverpool       |
| Szwecja              | Sandra Larsson           | 20   | 174         | Munkfors        |
| Tajlandia            | Nanthawan Wannachutha    | 26   | 176         | Bangkok         |
| Turcja               | Ozlem Katipoglu          | 19   | 180         | Stambuł         |
| Walia                | Sophie Jayne Hall        | 21   | 171         | Cardiff         |
| Wenezuela            | Diamilex Alexander       | 26   | 188         | Barquisimeto    |
| Węgry                | Annamária Rákosi         | 21   | 172         | Budapeszt       |
| Wietnam              | Lại Hương Thảo           | 21   | 170         | Hajfong         |